# Santa María de los Ángeles
Santa María de los Ángeles é um município do estado de Jalisco, no México.